# Вијорога коза
Вијорога коза, маркхор или хималајска коза (лат. Capra falconeri) врста је дивље козе, која насељава планинске пределе југозападне Азије. Угрожена је врста, са процењених 2.000–4.000 јединки у природи.

## Опис
Висина вијороге козе у раменима износи 65-115 цм, а маса 40-110 кг. Жуто-смеђе су боје, са белим стомаком. За ноге им је карактеристична црна и бела боја. Мужјаци су светлији од женки са црним лицем и дугачком длаком која виси са врата и груди, до висине колена. Вијороге козе препознатљиве су по спиралним роговима, које имају оба пола. Дужина мужјакових рогова износи до 160 цм, док су женкини знатно мањи. Оглашава се слично домаћој кози.

## Распрострањеност
Живи у високим планинским пределима (700-4.000 м) са ретком шумом. Типичан је за Авганистан и Пакистан, у којем је службено проглашен националном животињом. Среће се и на крајњем северозападу Индије (Кашмир), у Таџикистану, Туркменистану и Узбекистану.

## Понашање
Живе у крдима од десетак јединки, док је раније тај број био много већи, чак и до 100 примерака. Постојеће групе ових животиња су међусобно веома удаљене и изоловане. Маркхор је највише активан у зору и сумрак. Храни се травом и лишћем. За време сезоне парења, мужјаци се боре тако што укрсте рогове и гурају се док један не падне.